# Kompensacja dynamiczna
Kompensacja dynamiczna (korekcja dynamiczna) - polega zwykle na takim kształtowaniu właściwości dynamicznych układu regulacji aby układ ten spełniał postawione przed nim wymagania. W tym celu właściwości układu koryguje się wprowadzając do układu regulacji regulator (kompensator) o odpowiednio dobranych własnościach dynamicznych.